# Mimosa palmeri
Mimosa palmeri är en ärtväxtart som beskrevs av Joseph Nelson Rose. Mimosa palmeri ingår i släktet mimosor, och familjen ärtväxter. Inga underarter finns listade i Catalogue of Life.